# Sh2-54
Sh2-54 è una grande nebulosa a emissione visibile nella costellazione del Coda del Serpente.
Si tratta di un'estesa regione H II in cui sono attivi dei fenomeni di formazione stellare; al suo interno è presente un gran numero di protostelle, alcune anche di grande massa, e diverse sorgenti infrarosse. A questa generazione di giovani stelle se ne aggiunge una seconda, vecchia di circa 4-5 milioni di anni, che costituisce il brillante ammasso aperto NGC 6604.
Sh2-54 fa parte di un vasto sistema nebuloso che comprende anche le vicine Nebulosa Aquila e Nebulosa Omega, cui sono legate anche due grandi associazioni OB, note come Serpens OB1 e Serpens OB2.

## Osservazione
Sh2-54 si osserva nella parte orientale della costellazione, circa 1° a nordovest della Nebulosa Aquila, con la quale è associata fisicamente; appare a contatto con una regione della Via Lattea fortemente oscurata da polveri appartenenti principalmente al nostro braccio di spirale, il Braccio di Orione. La nube può essere scorta e fotografata attraverso un telescopio amatoriale munito di appositi filtri e oculari a grande campo.
Trovandosi quasi a cavallo dell'equatore celeste, può essere osservata da tutte le aree popolate della Terra con facilità senza alcun privilegio; il periodo più propizio per la sua osservazione nel cielo serale va da dicembre ad aprile.

## Struttura e fenomeni di formazione stellare

La nube M1-88 (Gum 85), l'addensamento più concentrato della nube Sh2-54.

La nube ha un'estensione di poco superiore ai 10 parsec, equivalenti a circa 35 anni luce, ed è composta principalmente da idrogeno ionizzato dalle componenti più luminose del massiccio ammasso aperto NGC 6604, visibile nella parte meridionale della nube e comprendente un gran numero di stelle di grande massa originatesi dai gas della nube stessa in un iniziale processo di formazione stellare che ha avuto luogo circa 4-5 milioni di anni fa.
I processi di formazione stellare attualmente attivi nella nebulosa si concentrano principalmente nella parte settentrionale, dove è presente un denso bozzolo indicato con la sigla M1-88 e catalogato da Colin Stanley Gum nel 1955 con la sigla Gum 85; sebbene quest'oggetto sia stato poco studiato, in esso sono state osservate alcune sorgenti di radiazione infrarossa e un debole ammasso di stelle giovani, BDS03-9. Questi processi generativi sono stati probabilmente provocati dall'azione del vento stellare delle stelle di NGC 6604, che hanno generato una bolla in espansione la cui onda d'urto ha colpito e compresso i gas della nube stessa.
Estendendo le ricerche all'intera regione nebulosa del complesso molecolare, il numero di oggetti stellari giovani conosciuti sale fin quasi a trenta componenti; fra queste spiccano una dozzina di sorgenti infrarosse, la più luminosa delle quali è IRAS 18151−1208. Questa sorgente è stata studiata in dettaglio nel corso del primo decennio del XXI secolo; ad essa sono associati due maser, uno ad acqua ed uno a metanolo, probabilmente generati da giovani protostelle di grande massa, cui si aggiungono due grandi getti collimati di idrogeno. Si crede che si tratti di una regione H II ultracompatta al cui interno è ospitato un giovanissimo ammasso di stelle in formazione. Una seconda nube ultracompatta potrebbe essere l'oggetto IRAS 18146−1148, anch'esso con all'interno un giovane ammasso in formazione. Fra le altre sorgenti, spiccano IRAS 18151−1208 e IRAS 18151−1134, coincidenti probabilmente con due stelle azzurre nella fase di pre-sequenza principale, rispettivamente di classe spettrale B0 e B2.

## Componenti stellari

NGC 6604, il massiccio ammasso aperto originatosi gai gas della regione.

### NGC 6604
NGC 6604 è un ammasso estremamente giovane e compatto: stime sulla sua età indicano che le sue componenti stellari più massicce non superano i 4-5 milioni di anni. La determinazione della sua distanza, pari a circa 1700 parsec (5540 anni luce), ha permesso di stabilire anche la distanza dell'intero complesso nebuloso ad esso associato. L'ammasso è dominato HD 167971, un sistema stellare triplo, in cui tutte le componenti sono di classe O. HD 167971 appare come un oggetto di classe spettrale O8Ibf ed è considerato fra le stelle di classe O più luminose della Via Lattea; si tratta di una variabile a eclisse (MY Serpentis) che presenta lievi oscillazioni di magnitudine (da 7,33 a 7,66) in un periodo di 3,32 giorni. A questo sistema si aggiunge HD 168112, una gigante blu di classe O5.5III con forti emissioni di onde radio.

### L'associazione Serpens OB2
Le componenti stellari più massicce legate alla nebulosa Sh2-54 formano un'estesa associazione OB, catalogata con la sigla Serpens OB2, che coincide con l'ammasso aperto NGC 6604. La sua distanza, sui 1700 parsec (5500 anni luce) lo mette in relazione con la nebulosa Sh2-54, che fa parte del complesso della Nebulosa Aquila e Omega e dalle cui stelle viene illuminata; questa nebulosa si dispone perpendicolarmente al piano galattico e si estende per circa una trentina di anni luce. L'associazione conta circa un centinaio di stelle giganti di classe O e B che giacciono circa 65 parsec a nord del piano galattico; all'associazione è connessa una stretta formazione a "camino" (dall'inglese "Chimney") di gas caldo ionizzato, un tipo di formazione piuttosto comune nella nostra e in altre galassie (vedi anche il Perseus Chimney), delle dimensioni di circa 200 parsec, che sembra possa giocare un ruolo importante nelle interazioni fra il disco e l'alone galattico, in particolare per quanto riguarda il trasferimento di gas e fotoni. Fra le componenti dell'associazione si trovano diverse stelle ben note in ambito astronomico, come la stella di Wolf-Rayet binaria CV Serpentis, la binaria HD 166734 e la multipla HD 167971. Il forte vento stellare delle sue componenti ha prodotto un fronte di onde d'urto che potrebbero essere responsabili della seconda generazione di stelle originatesi dalla regione, quelle della Nebulosa Aquila, nonché dei processi ancora in atto.

## Ambiente galattico

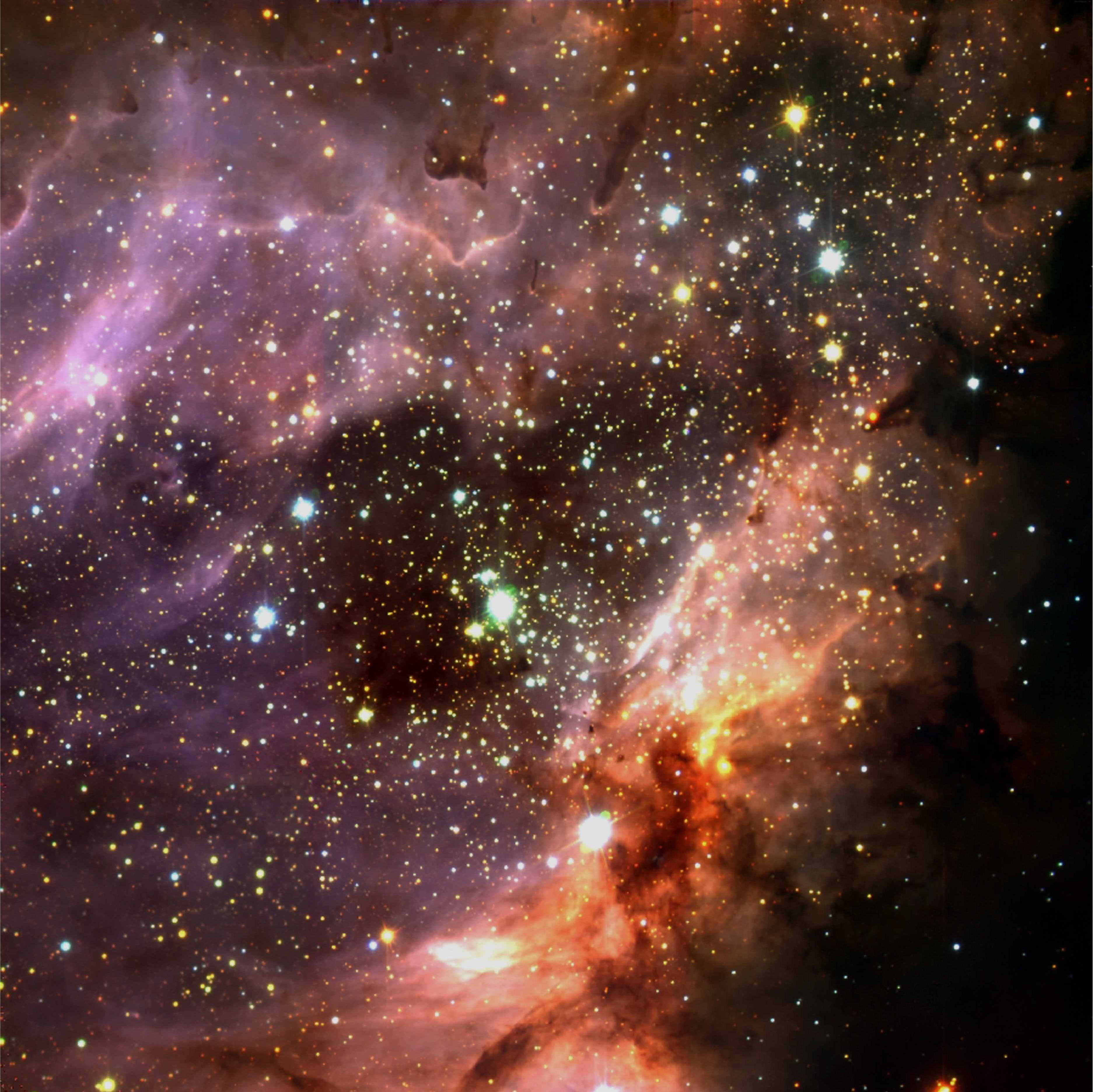
La Nebulosa Omega, una brillante nebulosa situata pochi gradi a sud della Nebulosa Aquila, con la quale appare connessa.

Sh2-54, la Nebulosa Aquila e la Nebulosa Omega fanno parte di un unico complesso nebuloso molecolare esteso per alcune centinaia di anni luce. Basandosi sulle mappe delle emissioni al 12CO è stato scoperto che le tre nebulose sono connesse da una debole fascia nebulare, visibile anche nelle immagini riprese a lunga posa e sensibili anche al vicino infrarosso; ciò indicherebbe che le tre nubi costituiscono le aree più dense in cui ha iniziato ad avere luogo la formazione stellare.
Secondo gli scienziati, è anche possibile definire un'evoluzione su scala temporale della nube molecolare: la prima regione dove la formazione stellare ha avuto luogo è quella settentrionale, coincidente con Sh2-54, che ha dato origine all'associazione Ser OB2 circa 4 milioni di anni fa; in seguito i fenomeni di formazione hanno interessato la regione della Nebulosa Aquila, 2-3 milioni di anni fa, e solo recentemente (1 milione di anni fa) la Nebulosa Omega. Le cause che hanno condotto all'estensione dei fenomeni di formazione possono essere state diverse, come l'azione del vento stellare delle stelle che volta per volta si formavano che avrebbe compresso i gas delle regioni adiacenti facendoli collassare su sé stessi; simili compressioni potrebbero essere state causate anche dall'esplosione di più supernovae originate dalle stelle più massicce derivate dalla formazione. Un'altra possibilità potrebbe essere invece che la compressione dei gas sia avvenuta man mano che il complesso nebuloso entrava nelle regioni più dense del braccio di spirale su cui si trova.
La nube molecolare gigante possiede una forma a superbolla e molte delle stelle giovani ad essa associate vi si trovano all'interno. La superbolla, tuttavia, sembra avere un'età di alcuni milioni di anni superiore a quella della nube stessa e ciò indica che si tratta di una struttura preesistente all'afflusso della nube. L'interazione con la superbolla (e non i suoi effetti di espansione) potrebbe dunque anche essere stata all'origine dei primi fenomeni di formazione stellare nella regione. Secondo alcuni autori la regione potrebbe essere ancora più estesa, inglobando persino la Nebulosa Laguna, anch'essa nel Braccio del Sagittario (sebbene sia leggermente a noi più vicina), e forse anche la Nebulosa Trifida, (piuttosto lontana).

### Libri
- (EN) Bo Reipurth, Handbook of Star Forming Regions, Volume II: The Southern Sky, Astronomical Society of the Pacific, 2008, ISBN 978-1-58381-671-4.
- (EN) Robert Burnham Jr, Burnham's Celestial Handbook: Volume Two, New York, Dover Publications, Inc., 1978.
- (EN) Thomas T. Arny, Explorations: An Introduction to Astronomy, 3 updatedª ed., Boston, McGraw-Hill, 2007, ISBN 0-07-321369-1.
- L'Universo - Grande enciclopedia dell'astronomia, Novara, De Agostini, 2002.
- J. Gribbin, Enciclopedia di astronomia e cosmologia, Milano, Garzanti, 2005, ISBN 88-11-50517-8.

### Carte celesti
- Toshimi Taki, Taki's 8.5 Magnitude Star Atlas, su geocities.jp, 2005. URL consultato il 7 novembre 2010 (archiviato dall'url originale il 5 novembre 2018). - Atlante celeste liberamente scaricabile in formato PDF.
- Tirion, Rappaport, Lovi, Uranometria 2000.0 - Volume II - The Southern Hemisphere to +6°, Richmond, Virginia, USA, Willmann-Bell, inc., 1987, ISBN 0-943396-15-8.
- Tirion, Sinnott, Sky Atlas 2000.0 - Second Edition, Cambridge, USA, Cambridge University Press, 1998, ISBN 0-933346-90-5.
- Tirion, The Cambridge Star Atlas 2000.0, 3ª ed., Cambridge, USA, Cambridge University Press, 2001, ISBN 0-521-80084-6.